# 小泉貴之
小泉 貴之（こいずみ たかゆき、1977年8月14日 - ）は、日本のアートディレクター、グラフィックデザイナー。埼玉県川口市出身。

## 人物・来歴
1977年8月14日、埼玉県川口市生まれ。安田学園高等学校を経て、2000年日本大学理工学部卒業。出版プロデューサーの高須基一朗は安田学園高校の同級生である。
イギリスのTOMATO（デザイン集団）による第一回目のワークショップに参加後、渡英。
ファッションショーの招待状やテキスタイルデザインを手がけ、2004年からフセイン・チャラヤンのテキスタイルデザイナーとして活動。2005年春夏コレクション『blindscape』、2005年秋冬コレクション（遺伝子、染色体を意味する『GENOMETRICS』）を担当。2005年に帰国した後、Wieden+Kennedy Tokyo入社。
現在はフリーのアートディレクターとして活動中。

## 家族
お笑い芸人のだいたひかると2012年9月に最新文房具を紹介するイベント「文具祭り」で共演し、その後連絡を取り合い、同11月から交際に発展。2013年のだいたの誕生日に結婚。なお、だいたは再婚。

## 主な作品

### 出版物
- 「超」整理手帳 2012（講談社）
- 「超」整理手帳 2013（講談社）
- 「超」整理手帳× SHOT NOTE 2014 （講談社）
- 玉川一郎『マインドリッチ　人生を変える新しい価値観』 （講談社、2011年）[3]

### 広告
- ジープ「Real」[4]

## 出演

### テレビ
- さんまのSUPERからくりTV（2013年12月15日、TBS）- 意中の人に生告白SP
- なら婚 「引き出物SP」（2013年10月16日、日本テレビ）
- 行列のできる法律相談所（2013年10月13日、日本テレビ）- 新婚ラブラブGP[5]